# Бункер (Испания)
«Бункер» (исп. «Búnker») — влиятельная группа франкистов в Испании середины 1970-х годов. Состояла из представителей фалангистской политической элиты, военного командования и церковной иерархии. Противодействовала либерально-демократическим реформам в Испании, отстаивала принципы франкистского режима.

## Неформальный состав
Термин «Бункер» не имел официального характера. Его ввёл в обиход еврокоммунист Сантьяго Каррильо, генеральный секретарь КПИ — по аналогии с последним укрытием Гитлера и его окружения в 1945 году. Ортодоксально-франкистская группа формально не структурировалась, но выступления и действия её членов осуществлялись скоординированно.
Наиболее видными представителями испанского «Бункера» являлись:
- Хосе Антонио Хирон де Веласко, активный фалангист, министр труда в 1940—1950-х, куратор социальной политики франкизма;

- Хосе Луис Арресе, бывший генеральный секретарь Фаланги, национал-синдикалист, идеолог и политический организатор испанского фашизма;

- Раймундо Фернандес-Куэста, бывший генеральный секретарь Фаланги, личный друг Хосе Антонио Примо де Ривера;

- Блас Пиньяр, идеолог франкистской культуры, основатель неофашистской партии Новая сила;

- Хуан Гарсиа Каррес, активный фалангист, лидер франкистских профсоюзов;

- генерал Хайме Миланс дель Боск, командующий военным округом Валенсии, участник гражданской войны и Голубой дивизии;

- Карлос Иньеста Кано, бывший командующий Гражданской гвардией;

- епископ Хосе Гэрра Кампос, консервативный церковный иерарх, теолог и философ.

Таким образом, принадлежность к «Бункеру» определялась прежде всего франкистской идеологией, особенно в её радикальном фалангистском варианте.

## Жёсткий фалангизм
«Бункер» начал формироваться ещё при жизни Франко в 1974 году, когда стала очевидной перспектива скорого ухода каудильо. Фалангисты и ультраконсерваторы, ветераны «крестового похода» 1936—1939, заранее готовились защищать устои франкистского государства от реформаторских попыток (которые усматривались уже в политике адмирала Карреро Бланко, главы франкистского правительства в 1973 году). Они выступали за ужесточение антикоммунистических репрессий, тотальное подавление либеральных тенденций в элите (связанных, в частности, с именем Мануэля Фраги Ирибарне), корпоративно-синдикалистскую социально-экономическую политику, усиление идеологической пропаганды в духе фалангизма и католических «духовных скреп». Важной установкой «Бункера» было установление руководящей роли франкистской партии, к тому времени оттеснённой на второй план технократами.
Первые месяцы после кончины Франко 20 ноября 1975 года правительство по-прежнему возглавлял Карлос Ариас Наварро. По взглядам он был близок к «Бункеру», а иногда даже причислялся к его членам (хотя самые крайние франкисты, типа Бласа Пиньяра, считали его изменником). Однако король Хуан Карлос I взял курс на либерализацию и переход к конституционно-демократическим порядкам.
С деятельностью «Бункера» связывалось не только закулисное давление в верхах, но и прямые акты политического насилия — Резня Монтехурра, расстрел левых юристов на улице Аточа, серия уличных нападений.

Нам придётся выйти на улицы, дабы грудью защитить то, что завещал каудильо!

Блас Пиньяр

## Политическое поражение
Общая политическая тенденция в Испании носила характер демократизации, и переломить её не удавалось. Летом 1976 года массовые забастовки и уличные протесты под демократическими лозунгами вынудили Ариаса Наварро уйти в отставку. Новый либеральный премьер Адольфо Суарес провёл законодательство о политической реформе, означавшее переход к многопартийной парламентской демократии. 
18 ноября 1976 года состоялось парламентское голосование по ключевому реформаторскому закону. 59 депутатов, представлявших «Бункер» (в том числе Хирон де Веласко, Фернандес-Куэста, Иньеста Кано, Гэрра Кампос, Пиньяр), проголосовали против. Однако проект был поддержан подавляющим большинством — 425 за при 13 воздержавшихся — и вступил в силу. В декабре закон о политической реформе был утверждён на референдуме 94 % голосов. «Бункер» оказался в полной политической изоляции.
Июньские выборы 1977 года принесли убедительную победу либеральному Союзу демократического центра (коалиция премьера Суареса) и Испанской социалистической рабочей партии. Ультраправые потерпели сокрушительное поражение, не получив парламентского представительства (даже относительно умеренный франкист Ариас Наварро не был избран в новый парламент от Мадрида, мэром которого недавно являлся). Правый фланг испанской политики занял неофранкистский Народный альянс, во главе с Фрагой Ирибарне, которого «Бункер» относил к противникам.
В 1977—1978 годах влияние «Бункера» практически сошло на нет. Некоторые его деятели оказались растеряны и в значительной мере деморализованы.

Я поражён тем, что происходит в Испании. Это не что иное, как состояние замешательства. Те, кто был верен клятве, сидят на скамье, а лжесвидетели занимают высокие должности во власти.

Хуан Гарсиа Каррес, после судебного заседания по делу об убийстве на улице Аточа

## Путч и последствия
23 февраля 1981 года представители «Бункера» поддержали путч подполковника Техеро. Генерал Миланс дель Боск и Гарсиа Каррес приняли в этой акции активное личное участие, за что были приговорены к тюремному заключению. Подавление попытки ультраправого переворота окончательно исключило возможность франкистской реставрации. «Бункерным» активистам, прежде всего Пиньяру, пришлось приспосабливаться к новым условиям и бороться за франкизм в демократической среде.